# Limaria thryptica
Limaria thryptica is een tweekleppigensoort uit de familie van de Limidae. De wetenschappelijke naam van de soort is voor het eerst geldig gepubliceerd in 1971 door Penna-Neme.